# Hermanus Jacobus Kriel
Hermanus Jacobus Kriel, oft Hernus Kriel (* 14. November 1941 in Kakamas; † 5. Juli 2015 in Kapstadt) war ein südafrikanischer Jurist und Politiker.

## Leben
Hernus Kriel war das Kind von Rachel Catarina (geborene Jacobs) und Cornelius Johannes Kriel, ein Geistlicher. Sein Vater war im Kreise der Coloured-Bevölkerung tätig und nahm gegen Apartheidverhältnisse Stellung, die er seinem Sohn übertrug. Hernus Kriel hoffte daher später, dass Premier Vorster eine Reform dieser gesellschaftlichen Verhältnisse einleiten würde, die unter seinem Amtsvorgänger Verwoerd geschaffen wurden. Als er sieben Jahre alt war, zog seine Familie nach Wellington. Hier besuchte er die Grund- und weiterführende Schule. Sein Matric legte Kriel 1959 an der Huguenot High School ab. Anschließend folgte von 1960 bis 1964 ein Studium an der Universität Stellenbosch, wo er einen Bachelor of Arts und einen Bachelor of Laws erwarb. Die erste berufliche Etappe führte ihn in die Funktion des Staatsanwaltes in Bellville, die er für ein halbes Jahr ausübte. Danach unternahm er eine sechsmonatige Bildungsreise in Europa. Im Verlauf dieser Zeit wohnte er den Verhandlungen des Falls South West Africa am Internationalen Gerichtshof in Den Haag bei.
Nach der Rückkehr vervollständigte er zwischen 1966 und 1967 seine juristische Expertise als Mitarbeiter einer Rechtsanwaltskanzlei im Kapstädter Stadtteil Goodwood. Diese Berufspraxis ermöglichte ihm 1968 schließlich die Eröffnung einer eigenen Anwaltskanzlei in Parow. Für zehn Jahre blieb das sein berufliches Tätigkeitsfeld. Zwischen 1978 und 1980 befasste sich Kriel mit der unternehmerischen Diamantgewinnung aus der Schelfmeerzone an Südafrikas Küste. Als er seine Geschäftsanteile in diesem Sektor verkauft hatte, trat er der Rechtsanwaltskammer von Kapstadt als Verteidiger bei.
Bereits im Verlauf seines Studiums in Stellenbosch wurde Kriel ein entschiedener Befürworter der Nasionale Party (NP). Sein politisches Engagement begann in der Zeit, als er in Parow seine Anwaltskanzlei eröffnete. Dort wurde er Vorsitzender des Regionalverbands der NP. Sein politisches Interesse führte ihn in künftige öffentliche Funktionen. 1974 stelle sich Kriel der Wahl für das Cape Divisional Council und erlangte einen Sitz. Ein Jahr später übernahm er hier die Leitung des Geschäftsbereichs für Finanzen. Schließlich gelangte er 1977 als Vorsitzender an die Spitze des Divisionsrates. Von dieser Funktion trat Kriel wegen seiner Wahl in den Provinzrat im November desselben Jahres zurück. Jedoch errang Kriel 1981 wieder ein Mandat für den Divisionsrat. Im selben Jahr trat er aus der Anwaltskammer aus, da er von den Mitgliedern des Cape Provincial Council in den Exekutivrat (Kabinett) des Administrators der Kapprovinz gewählt worden war.
Als der Parlamentsabgeordnete (Pen Kotze) des Wahlkreises Parow sein Mandat niederlegte, da dieser Mitglied und Vizevorsitzender des President’s Council geworden war, gab es hier eine Nachwahl, die Kriel zu seinen Gunsten gewann.
Als Mitglied der National Assembly konnte Kriel nun umfassende Erfahrungen sammeln, die ihm aus der Mitarbeit in verschiedenen Arbeitsgruppen der NP-Fraktion erwuchsen. Dazu zählten die Bereiche Recht und Inneres, Verfassungsfragen (Vizevorsitzender), Handel und Industrie, Umweltfragen sowie Regionalverwaltung und Wohnungsfragen (Vizevorsitzender). Im Parlament war er Mitglied in den ständigen Ausschüssen für Verfassungsfragen sowie für Verfassungsentwicklung und Planung. Zudem war Kriel an der gemeinsamen Arbeitsgruppe des Parlaments mit der Kapprovinz beteiligt.
Im Jahr 1988 wurde Kriel Mitglied der Kommission Promotion of Orderly Internal Politics Bill (deutsch etwa: „Förderung eines Gesetzes zur geordneten Innenpolitik“). Nach der Parlamentswahl 1989 berief man ihn zum Minister of Planning and Provincial Affairs. Nun musste sich Kriel im Sitzungsjahr 1990 mit der Aufhebung des Separate Amenities Act befassen.
Nach der Kontroverse vom Juli 1991 über die staatliche Finanzierung politischer Aktivitäten der Inkatha-Partei bestimmte man ihn zum Nachfolger von Adriaan Vlok als Minister of Law and Order. In diesem Amt vertrat er die Regierung in der Convention for a Democratic South Africa, der wichtigsten Verhandlungsgruppe zur Beendigung der Apartheid. Als sich 1993 weitere Demonstrationen durch Anhänger des PAC ereigneten, kamen die Verhandlungen in Schwierigkeiten und mehrere Verhandlungsführer, darunter Benny Alexander wurden in Haft genommen. Im Zusammenhang mit diesen Ereignissen wurde Kriel berufen, die diesbezüglichen Polizeiaktivitäten zu untersuchen. In seinem Bericht wies er darauf hin, dass der PAC im World Trade Centre von Frieden spreche, während dieser gleichzeitig eine „rassistische Terrorkampagne gegen Zivilisten und Sicherheitskräfte propagiere und durchführe“.
Bei den Parlamentswahlen 1994 führte Kriel die NP-Liste für die neue Western Cape Legislature an und wurde zum Premierminister für die Region gewählt. Seinen Amtseid leistete er am 7. Mai 1994 in Kapstadt und das von ihm zusammengestellte Kabinett wurde am 13. Mai ernannt. Es bestand aus 7 NP- und 4 ANC-Mitgliedern. In seiner Funktion plädierte er für die Verständigung mit politischen Opponenten und rief zur Zusammenarbeit mit der neuen Zentralregierung in Pretoria auf. Die Funktion des Premierministers übte Kriel vom 11. Mai 1994 bis zum 11. Mai 1998 aus.
Seine letzten Lebensmonate verbrachte Hernus Kriel in einer Kapstädter Pflegeeinrichtung.

## Persönliches
Hernus Kriel war geschieden. Er hatte zwei Töchter und einen Sohn. Seine Frau Juliette (geborene Van der Westhuizen) war als Pianistin und Musikpädagogin tätig.

## Postume Würdigung
Der frühere südafrikanische Staatspräsident Frederik Willem de Klerk sprach ihm postum eine hohe Wertschätzung für seine Ministertätigkeit aus:

„He was a valued colleague who made a significant contribution as minister of law and order during the difficult years when we were negotiating our new non-racial Constitution, …“

„„Er war ein geschätzter Kollege, der als Minister für Recht und Ordnung während der schwierigen Jahre, in denen wir über unsere neue Verfassung ohne Rassendiskriminierung verhandelten, einen bedeutenden Beitrag geleistet hat …““